# Iljoesjin Il-10

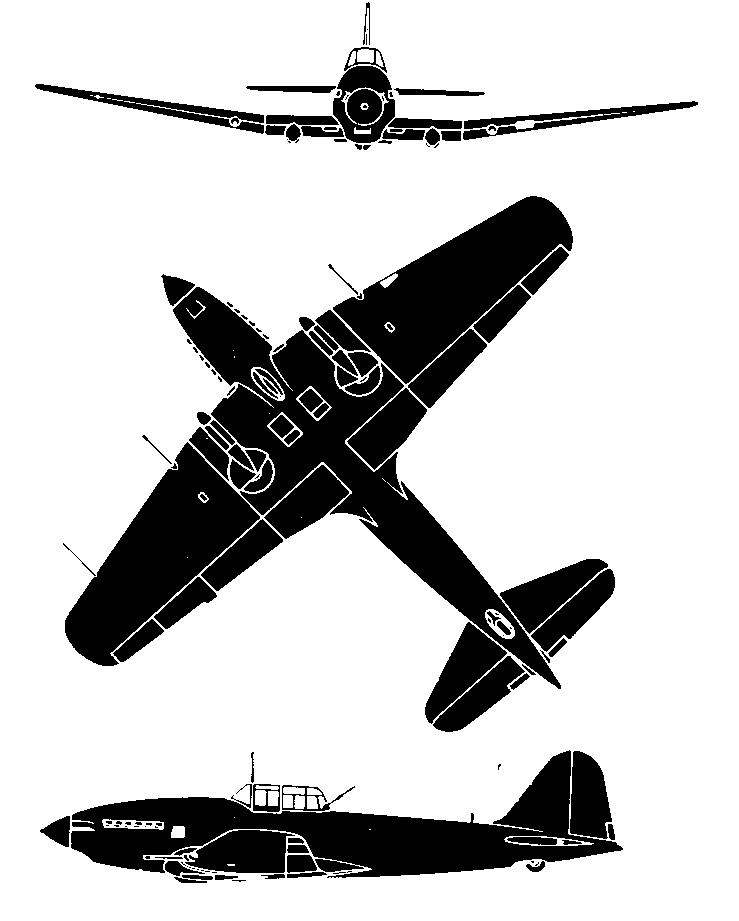
Tekening Iljoesjin Il-10

De Iljoesjin Il-10 (Russisch: Ильюшин Ил-10) (NAVO-codenaam: Beast) is een Sovjet-grondaanvalsvliegtuig ontwikkeld aan het einde van de Tweede Wereldoorlog door Iljoesjin. Het toestel is in licentie gebouwd in Tsjecho-Slowakije door Avia als de Avia B-33.

## Ontwikkeling
Vanaf het begin van het oostfront in de Tweede Wereldoorlog maakte de Luchtmacht van de Sovjet-Unie succesvol gebruik van de Iljoesjin Il-2 Sturmovik grondaanvalsvliegtuig, aangedreven door de Mikoelin AM-38-motor. Terwijl de oorlog vorderde zochten de Sovjets naar een opvolger. Het hoofddoel was om snelheid en wendbaarheid op lage hoogtes te verbeteren, voornamelijk om klein kaliber luchtafweergeschut te kunnen ontwijken, wat de grootste vijand van dit type vliegtuigen was, en enkele Il-2 fouten te verbeteren. Het meest belovende vliegtuig was het moderne lichte en wendbare aanvalsvliegtuig Soechoj Soe-6, ontworpen door Pavel Soechoj in 1942. Op hetzelfde moment ontwikkelde Sergej Iljoesjin een zwaarder toestel, de VSj of Il-8 M-71, gebaseerd op het Il-2 ontwerp. Beide projecten werden aangedreven door het prototype M-71-stermotor, welke niet in productie ging.
In 1943 begon Iljoesjin aan een nieuw vliegtuig, de Il-1, dat een zwaargepantserd 1- of 2-zitsgevechtsvliegtuig zou worden, bedoeld voor het aanvallen van vijandelijke bommenwerpers en transportvliegtuigen. De Il-1 had hetzelfde ontwerp als de Il-2, maar was wat moderner en compacter en aangedreven door een nieuwe Mikoelin-motor, de AM-42. Maar de luchtmacht gaf het idee van zwaar gepantserde gevechtsvliegtuigen op, omdat ze te langzaam waren ten opzichte van de bommenwerpers. Als gevolg daarvan besloot Iljoesjin om de Il-1 om te bouwen tot een tweezits grondaanvalstoestel. De aanduiding werd veranderd in Il-10, omdat oneven nummers gereserveerd waren voor jachtvliegtuigen. In de lente van 1944 vloog de Il-10 voor het eerst en onderging certificatie in juni, met succes.
Tegen die tijd was Iljoesjin ook klaar met een prototype van een zwaarder grondaanvalsvliegtuig, de Il-8, met dezelfde motor, afgeleid van het Il-2 ontwerp. Hij kon tot 1000 kg aan bommen meenemen, maar had slechtere prestaties dan de Il-10. De derde mededinger was een nieuwe variant van de Soechoj Soe-6, ook aangedreven door de AM-42-motor. Na vergelijkende tests werd de Il-10 tot winnaar uitgeroepen, ondanks dat enkelen vonden dat de Su-6 het betere toestel was. De Su-6 werd ook getest met maximale lading, terwijl de Il-10 met normale lading werd getest. Een ander voordeel van de Il-10 was de gelijkheid aan de Il-2.

## Productie
Bij besluit van de Staats Defensie Comité (GKO) op 23 augustus 1944 werd de Il-10 in productie genomen als nieuw grondaanvalsvliegtuig. De bewapening was hetzelfde als de late modellen Il-2 met twee 23mm-VJa-23-kanonnen en twee machinegeweren in de vleugels, een 12,7mm-machinegeweer voor de schutter en 400 tot 600 kg aan bommen. In tegenstelling tot de Il-2 en Su-6, was de Il-10 in eerste instantie niet bedoeld voor het vervoer van raketten.
De productie van de Il-10 begon in de fabrieken No. 1 en No. 18 in Kuybyshev. Het eerste in serie geproduceerde toestel vloog op 27 september 1944, en aan het eind van 1944 waren er 99 toestellen geproduceerd. De eerste serie vliegtuigen had last van kinderziektes, waaronder motorproblemen en brand. De meeste problemen waren opgelost in 1945. Vliegtuigen geproduceerd vanaf april 1945 konden vier ongeleide lucht-grondraketten meenemen. Vanaf 1947 waren ze uitgerust met zwaardere bewapening, namelijk vier 23mm-snelvuurkanonnen Noedelman-Soeranov NS-23 in de vleugels en een 20mm-kanon voor de schutter in de staart. De productie van de Il-10 eindigde in 1949 na 4600 toestellen. In de laatste twee jaar werden ze geproduceerd in fabriek No. 64.
Tussen 1945 en 1947 werden er ook 280 trainingstoestellen gebouwd, aangeduid met Il-10U. De plaats van de schutter werd iets vergroot en voorzien van dubbele besturing. De prestaties en bouw waren hetzelfde als de oorlogsvariant, afgezien van de bewapening, die was teruggeschroefd tot twee kanonnen, twee raketten en een standaard bommenlast.
In 1951 kreeg het Tsjecho-Slowaakse Avia een licentie om Il-10's te maken met de aanduiding B-33. De eerste vloog op 26 december 1951. In eerste instantie werden Tsjechische motoren gebruikt, maar vanaf 1952 werden ook de motoren in licentie gemaakt als M-42. Er werd ook een trainingsversie gemaakt, de CB-33. In totaal waren er bij het einde van de productie in 1956 1200 B-33's gebouwd.
Door de ervaringen tijdens de Koreaanse Oorlog besloot de Sovjet luchtmacht in 1951 om de Il-10 opnieuw in productie te nemen in een verbeterde versie, de Il-10M. Hij vloog voor het eerst op 2 juli 1951. Het toestel was iets langer en had grotere stuurvlakken en een vin onder de staart. Vier nieuwere kanonnen, Noedelman-Soeranov NS-23, werden in de vleugels gemonteerd en er werd nieuwere navigatieapparatuur geïnstalleerd terwijl de bommenlast hetzelfde bleef. De snelheid nam iets af, maar de wendbaarheid werd verbeterd. Tussen 1953 en 1954 werden er 146 Il-10M's gebouwd, op 10 na allemaal in fabriek No. 168 in Rostov aan de Don.
In totaal zijn er 6226 toestellen gebouwd, inclusief de in licentie gebouwde toestellen.
Proeven begonnen met sterkere AM-43- en AM-45-motoren, maar die waren geen succes.

## Diensttijd

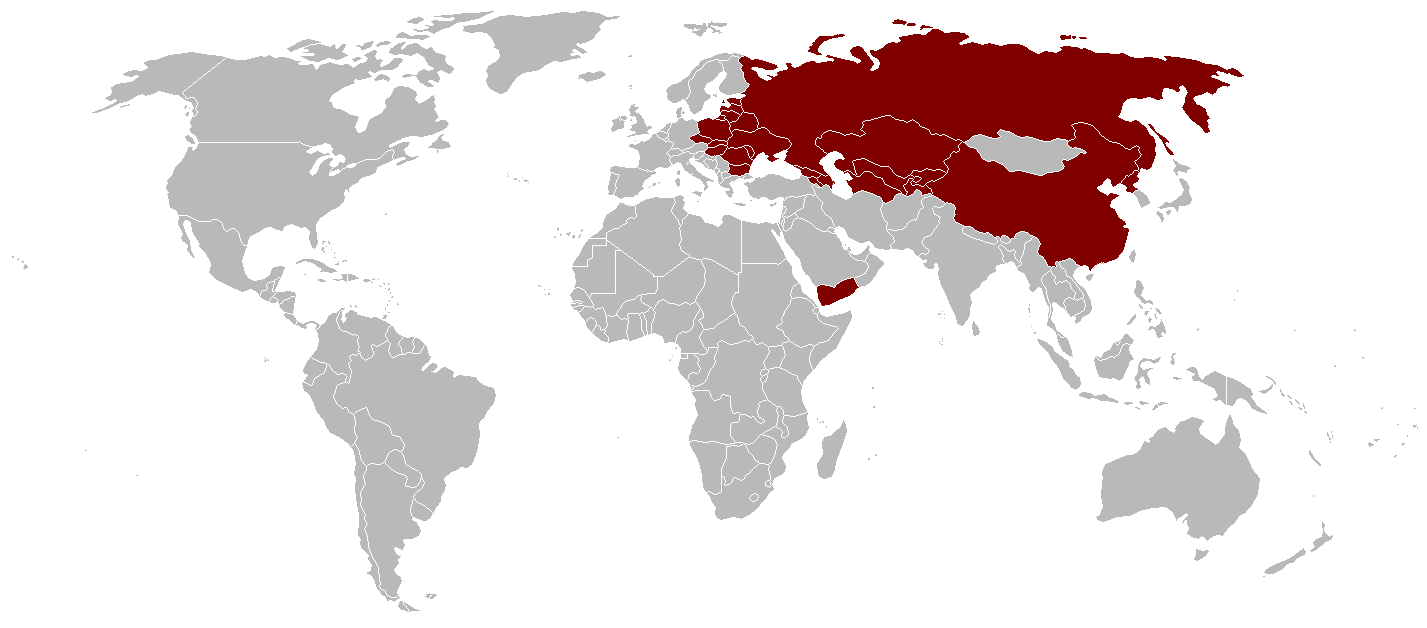
Gebruikers van de Il-10

De Il-10 kwam voor het eerst bij de trainingseenheden van de Sovjet-luchtmacht in oktober 1944. In januari 1945 kwam de Il-10 in dienst bij het 78e regiment, maar hij kwam niet in actie door achterstallige training. Drie andere eenheden lukte het nog wel om voor het einde van de oorlog nog met de Il-10 in actie te komen. Een tiental vliegtuigen werden neergehaald door FLAK of motorproblemen. Een werd er neergehaald door een Focke Wulf FW 190. Op 10 mei 1945, het officiële einde van de oorlog voor de Sovjet-Unie, waren er 120 Il-10's inzetbaar, en 26 uitgeschakeld.
Nadat de USSR opnieuw de oorlog tegen Japan aanging met Operatie Augustusstorm vanaf 9 augustus 1945, werd er één Il-10 eenheid ingezet over het Koreaanse schiereiland om Japanse schepen en treinen aan te vallen.
Na de oorlog, tot aan de jaren 1950, was de Il-10 het standaard grondaanvalsvliegtuig. Ze werden uit dienst gehaald in 1956. Op hetzelfde moment werd het werk aan nieuwe grondaanvalsvliegtuigen met straalaandrijving, zoals de Il-40, stopgezet en de sovjets concentreerden zich op jachtbommenwerpers. De Il-10 en B-33 werden het basis grondaanvalsvliegtuig van de Warschaupact-landen. van 1949 tot 1959 gebruikte de Poolse Luchtmacht 120 Il-10's (inclusief 24 UIl-10) en 281 B-33's. In Polen werd de B-33 aangepast om extra brandstoftanks van 400 l onder de vleugels mee te kunnen nemen. In de jaren 1950 gebruikte Tsjecho-Slowakije 86 IL10's (inclusief 6 UIl-10's) en ongeveer 600 B-33's. Van 1949 tot 1956 gebruikte de Hongaarse luchtmacht 159 Il-10s en B-33's. De Roemeense luchtmacht gebruikte van 1953 tot 1960 30 Il-10's en 150 B-33's.
Eind jaren 1940 werden 93 Il-10's en UIl-10's aan Noord-Korea gegeven om te gebruiken tijdens de Koreaanse Oorlog. In het begin hadden ze veel succes tegen de zwakke Zuid-Koreaanse luchtdefensie, maar leidden daarna zware verliezen tegen de Amerikaanse jagers. Na een aantal weken waren en nog 20 over en in de zomer van 1950 kreeg Noord-Korea nog meer vliegtuigen van de USSR. De Noord-Koreanen beweren een oorlogsschip tot zinken te hebben gebracht op 22 augustus 1950 met een Il-10, maar dat is nooit bevestigd.
Vanaf 1950 werden er ook Il-10's gebruikt door de Volksrepubliek China. Ze werden gebruikt in een conflict met de Republiek China (Taiwan) bij grenseilandjes in januari 1955. Ze bleven tot 1972 in dienst. Vanaf 1957 gebruikte Jemen 24 B-33's.